# Grover (hrabstwo Taylor)
Grover – miasto w Stanach Zjednoczonych, w stanie Wisconsin, w hrabstwie Taylor.